# Notre temps (magazine)
Pour les articles homonymes, voir Notre temps et Temps (homonymie).
Notre temps est un magazine français à destination du public senior.
Créé en 1968 par le groupe Bayard, il a en 2016 une diffusion mensuelle moyenne de 763 739 exemplaires et une audience de 4 538 000 lecteurs et internautes.